# Ninox rudolfi
Coruja-gavião-de-sumba ou coruja-de-sumba (Ninox rudolfi) é uma espécie de ave estrigiforme pertencente à família Strigidae.